# Sinfonía n.º 97 (Haydn)

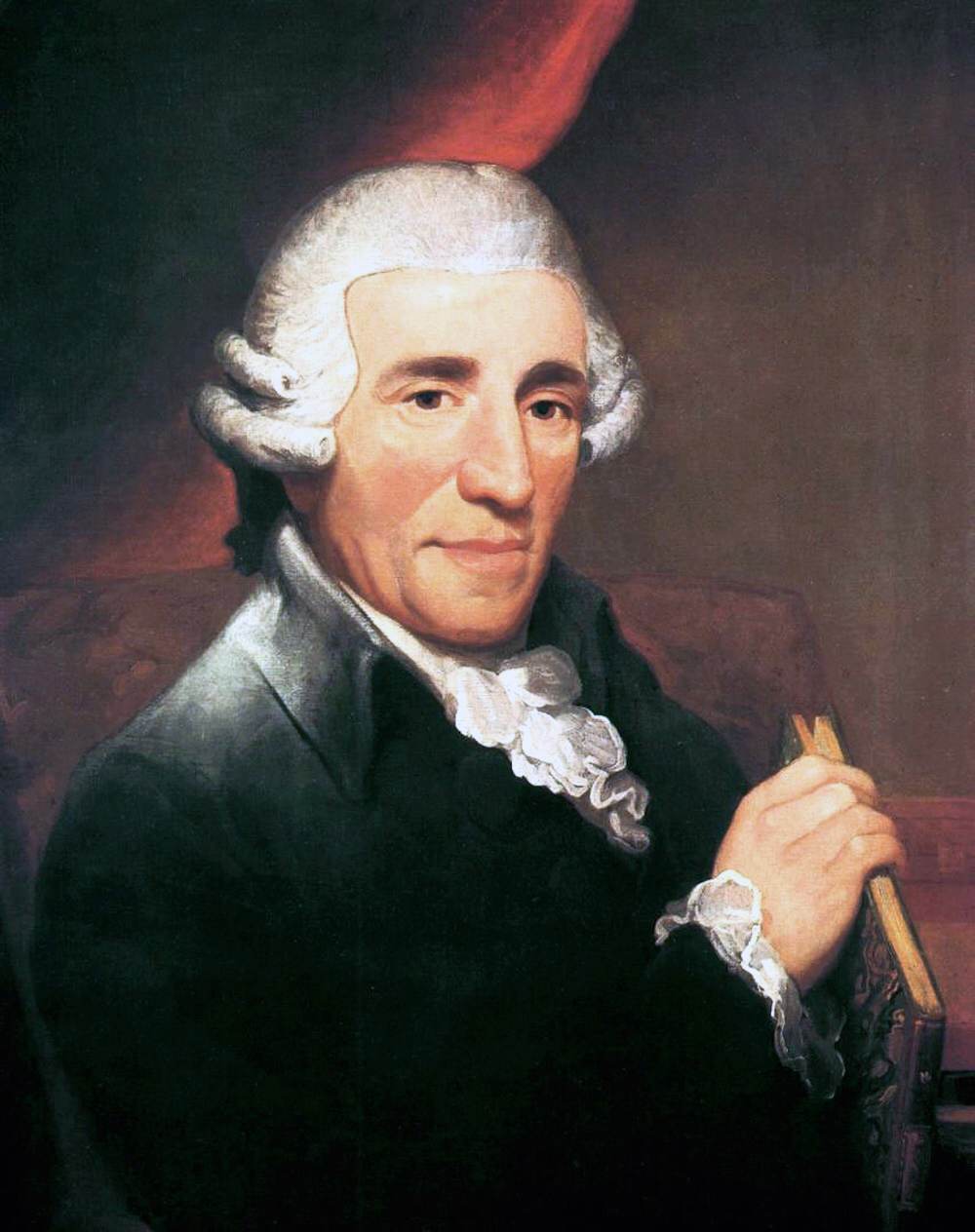
Haydn en 1791.

La Sinfonía n.º 97 en do mayor, Hob. I:97 fue compuesta por Joseph Haydn en 1792. Es la quinta de las denominadas Sinfonías de Londres (n.º 93 - 104).

## Historia

### Composición
La producción sinfónica del maestro austríaco puede dividirse a grandes rasgos en tres bloques temporales: el primer bloque (1757-1761) se corresponde con su periodo al servicio del conde Carl von Morzin (n.º 1 - n.º 5); el segundo bloque en la corte Esterházy (1761-1790 pero con la última sinfonía para el público de Esterházy en 1781); y el tercer bloque (1782-1795) comprende las Sinfonías de París (n.º 82 - n.º 87) y las Sinfonías de Londres (n.º 93 - n.º 104). El 1 de mayo de 1761 el compositor firmó su contrato como vice-kapellmeister (más tarde kapellmeister) de la familia Esterházy, que nominalmente duró 48 años, hasta su muerte.
La composición de esta pieza se desarrolló en 1792. Se conserva la partitura manuscrita autógrafa. Haydn había sido compositor de la corte del príncipe Nicolás Esterházy durante 28 años cuando éste murió en 1790. El sucesor de Nicolás, su hijo Antón, no era un gran aficionado a la música y desmanteló en gran medida el entramado musical de la familia. El compositor se trasladó a Viena y no tardó en recibir numerosas ofertas de empleo. La más interesante procedía del violinista y empresario Johann Peter Salomon, que le ofreció una considerable suma de dinero para presentar varias obras nuevas en una serie de conciertos en Inglaterra, en lo que sería su primer viaje fuera de Austria. Su primera estancia en Londres, que fue un gran éxito según todos los testimonios, empezó el 1 de enero de 1791 y finalizó en julio de 1792 con su regreso a Viena. Con motivo de este viaje el compositor escribió una primera serie de seis sinfonías "londinenses" (n.º 93 - 98) y la n.º 97 es la quinta de esta primera serie. A pesar de su numeración, la n.º 97 fue la última que completó de esta serie.

### Estreno y publicación

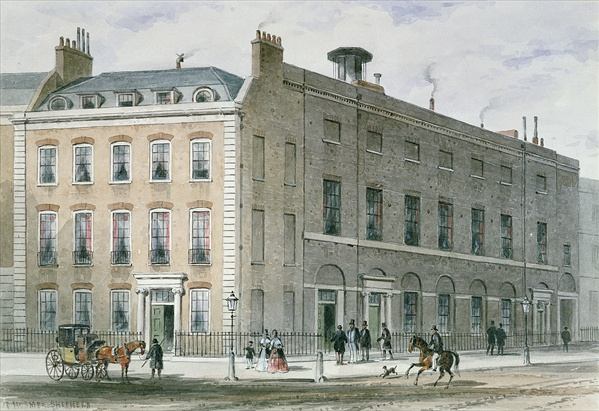
Hanover Square de Londres, lugar del estreno.

El estreno se celebró posiblemente el 3 de mayo de 1792 en Hanover Square Concert Rooms en Londres bajo la dirección del propio compositor.
La primera edición fue llevada a cabo en 1796 por el editor Johann André en Offenbach.

## Instrumentación
La partitura está escrita para una orquesta formada por:
- Viento madera: 2 flautas, 2 oboes y 2 fagotes.
- Viento metal: 2 trompas y 2 trompetas.
- Percusión: timbales.
- Cuerda: una sección de cuerdas con 2 violines, viola, violonchelo y contrabajo.

En cuanto a la participación del clavecín como bajo continuo en las sinfonías de Haydn existen diversas opiniones entre los estudiosos: James Webster se sitúa en contra; Hartmut Haenchen a favor; Jamie James en su artículo para The New York Times presenta diferentes posiciones por parte de Roy Goodman, Christopher Hogwood, H. C. Robbins Landon y James Webster. A partir de 2019 la mayor parte de las orquestas con instrumentos modernos no utiliza el clavecín como continuo. No obstante, existen grabaciones con clavecín en el bajo continuo realizadas por: Trevor Pinnock (Sturm und Drang Symphonies, Archiv, 1989-1990); Nikolaus Harnoncourt (n.º 6–8, Das Alte Werk, 1990); Sigiswald Kuijken (incluidas las Sinfonías de París y Londres; Virgin, 1988-1995); Roy Goodman (Ej. n.º 1-25, 70-78, 82-87; Hyperion, 2002).
Numerosas fuentes muestran que Haydn dirigió sus sinfonías en los conciertos de Londres inicialmente desde el clavecín y a partir de 1792 desde el pianoforte, como era la práctica interpretativa de la época. Esto indica el uso de un instrumento de teclado (es decir, clavecín o pianoforte) como continuo en las Sinfonías de Londres. Incluso James Webster, uno de los principales detractores del uso del clavecín como continuo, excluye las sinfonías londinenses de su idea de que Haydn no empleó clavecín u otro instrumento de teclado para tocar el continuo. "Y, por supuesto, el argumento se refiere exclusivamente a las sinfonías anteriores a Londres y a las interpretaciones fuera de Inglaterra".

## Estructura y análisis
La sinfonía consta de cuatro movimientos:
- I. Adagio – Vivace, en do mayor 3
4
- II. Adagio ma non troppo, en fa mayor 2
2
- III. Menuet. Allegretto – Trío, en do mayor 3
4
- IV. Finale. Presto assai, en do mayor 2
4

La interpretación de esta obra dura aproximadamente entre 25 y 30 minutos. Es la última de una larga lista de brillantes y festivas sinfonías de " trompetas y timbales " en do mayor.

### I.Adagio– Vivace
El primer movimiento, Adagio – Vivace, está escrito en la tonalidad de do mayor, en compás de 3/4 y sigue la forma sonata. En el movimiento de apertura los ritmos de marcha y los motivos de fanfarria impregnan de una atmósfera marcial. Se abre con una introducción lenta, marcada Adagio, que deliberadamente evita fijar el do mayor. Le sigue el cuerpo principal del movimiento, marcado Vivace. El tema principal es una fanfarria que enfatiza las tres notas del acorde de do mayor. El segundo tema es un Ländler que emplea el pizzicato en el contrabajo. Haydn crea un vínculo entre la introducción lenta y la estructura en forma sonata que le sigue, empleando la cadencia del principio y el final de la introducción para cerrar la exposición, unificando lo que en otros aspectos son secciones decididamente dispares de la obra.
Primer tema
Segundo tema

### II.Adagio ma non troppo
El segundo movimiento, Andante, está en fa mayor y en compás alla breve. El movimiento lento es un conjunto de variaciones con un episodio irregular en fa menor y una coda. En las variaciones los sutiles efectos orquestales contribuyen tanto a las diferentes versiones del tema como los cambios en la forma melódica y la base armónica. En la variación tras el episodio en minore, Haydn emplea la inusual indicación sul ponticello para que los violines toquen con el arco cerca del puente para crear un sonido acristalado o metálico.

### III.Menuet. Allegretto– Trío
El tercer movimiento, Menuet. Allegretto – Trio, está en do mayor y en compás de 3/4. El minueto y trío, en el que ninguna de las repeticiones es literal, se caracterizan también por sutiles alteraciones en la orquestación, lo que permite cambios en la instrumentación y la textura, al tiempo que sigue el patrón tradicional de repetición típico del minueto. El tempo Allegretto de Haydn mantiene el movimiento en el ámbito del minueto en contraposición al scherzo, más rápido. En los últimos ocho compases del trío hay un solo de violín con la indicación para el concertino "Salomon solo ma piano" en la partitura, que toque una octava por encima del resto de primeros violines.Esto probablemente fue un gesto de agradecimiento al empresario Salomon responsable de la experiencia musical y profesional más satisfactoria de la vida del compositor. El aislamiento de esta única línea del resto de la orquesta, apoyado por un acompañamiento "oom-pah-pah" en los timbales y las trompas (un uso inusual del color tonal para la época), así como las saltarinas notas de gracia en las trompas y los violines en los pulsos fuertes, son una prueba de la maestría de Haydn en la orquestación.

### IV.Finale.Presto assai
El cuarto y último movimiento, Finale. Presto assai, retoma la tonalidad inicial, el compás de 2/4. El Finale, que es una amalgama de las formas sonata y rondó, estaba originalmente marcado como Spirituoso. Pero tras su llegada a Viena en 1792 Haydn cambió la indicación a Presto assai. La sección A se repite y pasa a la dominante, sol mayor. La sección B retoma la nueva tonalidad con las trompas aporreando el sol natural. Al cabo de unos compases este austero acompañamiento pasa a las trompetas y los timbales, otro caso de instrumentación inusual. Una referencia al tema A completa la sección B, que termina en la tónica y se repite. La sección central contiene material nuevo, además de pasajes de desarrollo basados en temas de las dos primeras secciones, tras lo cual tanto A como B vuelven a sus formas originales sin repeticiones. Dado que la sección B en su forma original termina en do mayor, no hay razón para ninguna modificación en su repetición, pero la confirmación posterior de la tónica en la coda es necesaria, ya que el movimiento se cierra con fragmentos del tema A.

## Influencia
Ludwig van Beethoven la empleó como modelo para una sinfonía en do mayor que nunca acabó, así como Friedrich Witt para su Sinfonía Jena.